# Britannia Athletic Club
Britannia Athletic Club was een Braziliaanse sportclub uit de stad São Paulo.

## Geschiedenis
De club werd opgericht in 1919 door Engelse immigranten. In 1926 speelde de club in de hoogste klasse van het Campeonato Paulista, dat dat jaar opgedeeld werd in een prof- en amateurcompetitie. Britannia eindigde troosteloos laatste zonder één overwinning. De club bleef nog enkele jaren bestaan, maar verdween dan.